# CEP290
La CEP290 (pour « Centrosomal protein of 290 kDa »), appelée également néphrocystine 6 (NPH6), est une protéine du centrosome et qui intervient dans le développement ciliaire. Son gène est le CEP290 situé sur le chromosome 12 humain.

## Rôles
La protéine est retrouvée dans les centrosomes au cours des mitoses et dans le corpuscule basal (en) des cils cellulaires. Elle interagit avec le CCDC13, régulant la formation des cils. Elle contribue à la stabilité du génome. 

## En médecine
Les mutations de son gène sont impliquées dans les ciliopathies, dont le syndrome de Joubert, le syndrome de Senior-Løken, le syndrome de Bardet-Biedl, le syndrome de Meckel, la néphronophtise.